# Singhiella
Singhiella és un gènere d'insectes hemípters de la família dels Aleiròdids. El gènere va ser descrit per primera vegada per Sampson el 1943.

## Espècies
Tot seguit es mostra una llista de les espècies que pertanyen a aquest gènere:
- Singhiella bassiae (David & Subramaniam, 1976)
- Singhiella bicolor (Singh, 1931)
- Singhiella brideliae (Jesudasan & David, 1991)
- Singhiella cambodiensis (Takahashi, 1942)
- Singhiella cardamomi (David & Subramaniam, 1976)
- Singhiella chinensis (Takahashi, 1941)
- Singhiella chitinosa (Takahashi, 1937)
- Singhiella citrifolii (Morgan, 1893)
- Singhiella crenulata (Qureshi & Qayyam, 1969)
- Singhiella delamarei (Cohic, 1968)
- Singhiella dioscoreae (Takahashi, 1934)
- Singhiella dipterocarpi (Takahashi, 1942)
- Singhiella elaeagni (Takahashi, 1935)
- Singhiella elbaensis (Priesner & Hosny, 1934)
- Singhiella ficifolii (Takahashi, 1942)
- Singhiella kuraruensis (Takahashi, 1933)
- Singhiella longisetae (Chou & Yan, 1988)
- Singhiella malabaricus (Jesudasan & David, 1991)
- Singhiella mekonensis (Takahashi, 1942)
- Singhiella melanolepis (Chen & Ko, 2007)
- Singhiella pallida (Singh, 1931)
- Singhiella piperis (Takahashi, 1934)
- Singhiella premnae (Martin, 1999)
- Singhiella serdangensis (Corbett, 1935)
- Singhiella simplex (Singh, 1931)
- Singhiella subrotunda (Takahashi, 1935)
- Singhiella sutepensis (Takahashi, 1942)
- Singhiella tetrastigmae (Takahashi, 1934)
- Singhiella vanieriae (Takahashi, 1935)